# 丁舜年
丁舜年（1910年—2004年9月24日），中国电机工程学家。原籍浙江长兴，生于江苏泰兴。1932年毕业于交通大学。国家机械工业局机械电子工程师进修大学电气学院名誉院长、高级工程师（一级工程师）。1980年当选为中国科学院院士（学部委员）。